# أثيل (يابانية)
يسمى اللفظ الأثيل في اللغة اليابانية كُيُوؤگُو (C/J/K： 固有詞/固有語/고유어). ويقصد بما ليس من الألفاظ الدخيلة. ويكتب بخط الهيراكانا على خلاف الدخيل الذي يرسم بالكاتاكانا.